# 吉川市
吉川市（よしかわし）は、埼玉県の南東部に位置する人口約7万人の市。1996年（平成8年）市制施行。市制施行前は北葛飾郡に所属していた。

## 解説
埼玉県の東南部に位置し、東京都心から約20 km、江戸川と中川に挟まれた水と緑が豊かなまちである。また、自然堤防などを除き全体的に起伏の少ない平坦な低地である。古くは舟運で栄え、なまず料理をはじめとする川魚料理が名物。都心部へ1時間圏内というベッドタウンにもかかわらず、川や田んぼに囲まれたスローライフを味わえることから、人口の流入も増加傾向にある。吉川美南地区の開発や商業施設誘致などの影響もあり、近年ではテレビで取り上げられることも多くなりつつある。
市の中心部に「人にやさしい街づくり」をコンセプトとして誕生した、吉川きよみ野がある。吉川きよみ野は、1988年度（昭和63年度）からUR都市機構（旧・都市基盤整備公団）により開発された総面積約62 haの街。1997年度（平成9年度）には、吉川きよみ野コミュニティ道路が都市景観大賞を受賞。その後も1999年度（平成11年度）に「彩の国さいたま景観賞」、2001年度（平成13年度）に同奨励賞を受賞した。公園や街路、ショッピングセンター、学校・保育所、市民交流センター「おあしす」といった施設も充実している。
武蔵野操車場跡地では、吉川美南駅を中心に新たな街づくりが進行している。特に吉川美南駅東口では総面積約60 haのエリアに、「まちづくりプロジェクト」と題した大規模開発が進み、産業ゾーンや商業ゾーンといった生産エリアが設定されるうえに、住宅ゾーンに公園や調整池を設けるなどして都市と自然が共生する街づくりを実現する予定である。

### 河川
- 江戸川
- 中川
- 大場川
- 上第二大場川
- 新方川
- 元荒川（中川に合流）
- 二郷半領用水（二郷半用水路）
- 木売落

## 歴史
中世以前から稲作地帯であり、この地域は二郷半領とよばれていた。江戸時代に入ると天領になり、大消費地である江戸に近い生産地で中川の水運にも恵まれ、ますます稲作が盛んになった。
吉川市の範囲は中世までは全域が下総国に属していたが、平方新田および深井新田以外の地域は江戸時代初期に武蔵国に編入された。
- 1871年（明治4年）11月14日 (旧暦) - 浦和県・忍県・岩槻県の3県が合併して埼玉県が誕生。
- 1889年（明治22年）4月1日 - 北葛飾郡吉川村・旭村・三輪野江村がおかれる。
- 1895年（明治28年）4月1日 - 平方新田および深井新田のうち、江戸川西岸にあった飛地が千葉県東葛飾郡新川村から三輪野江村に編入される[2]。
- 1915年（大正4年）11月1日 - 吉川村が町制施行し（旧）吉川町（よしかわまち）となる。
- 1955年（昭和30年）3月1日 - 吉川町・旭村・三輪野江村が合併し（新）吉川町となる。
- 1973年（昭和48年）4月1日 - 国鉄武蔵野線が開業。吉川駅が開業。
- 1976年（昭和51年）- 人口が3万人を超える。
- 1982年（昭和57年）- 人口が4万人を超える。
- 1991年（平成3年）- 人口が5万人を超える。
- 1996年（平成8年）4月1日 - 吉川町が単独で市制施行し吉川市となる。市制時人口53,443人。
- 2005年（平成17年）- 人口が6万人を超える。
- 2006年（平成18年）- 埼玉県吉川保健所が草加保健所及び越谷保健所と統合し、埼玉県越谷保健所吉川分室となる。
- 2010年（平成22年）- 埼玉県越谷保健所吉川分室が廃止され、埼玉県草加保健所の管轄となる。
- 2012年（平成24年）3月17日 - 武蔵野線吉川美南駅が開業。
- 2015年（平成27年）2月7日 - 人口が7万人を超える。
- 2019年（令和元年）- きよみ野1丁目の市民交流センター「おあしす」隣に吉川市役所の新庁舎が完成。

## 人口
| |                                        |  |
| 吉川市と全国の年齢別人口分布（2005年） | 吉川市の年齢・男女別人口分布（2005年） |  |
| ■紫色 ― 吉川市 ■緑色 ― 日本全国 | ■青色 ― 男性 ■赤色 ― 女性              |  |
| 吉川市（に相当する地域）の人口の推移 \| 1970年（昭和45年） \| 18,524人 \| \| \| 1975年（昭和50年） \| 30,785人 \| \| \| 1980年（昭和55年） \| 38,894人 \| \| \| 1985年（昭和60年） \| 43,616人 \| \| \| 1990年（平成2年） \| 48,935人 \| \| \| 1995年（平成7年） \| 52,705人 \| \| \| 2000年（平成12年） \| 56,673人 \| \| \| 2005年（平成17年） \| 60,284人 \| \| \| 2010年（平成22年） \| 65,297人 \| \| \| 2015年（平成27年） \| 69,738人 \| \| \| 2020年（令和2年） \| 71,979人 \| \| |                                        |  |
| 総務省統計局 国勢調査より |                                        |  |
| 1970年（昭和45年） | 18,524人                               |  |
| 1975年（昭和50年） | 30,785人                               |  |
| 1980年（昭和55年） | 38,894人                               |  |
| 1985年（昭和60年） | 43,616人                               |  |
| 1990年（平成2年） | 48,935人                               |  |
| 1995年（平成7年） | 52,705人                               |  |
| 2000年（平成12年） | 56,673人                               |  |
| 2005年（平成17年） | 60,284人                               |  |
| 2010年（平成22年） | 65,297人                               |  |
| 2015年（平成27年） | 69,738人                               |  |
| 2020年（令和2年） | 71,979人                               |  |

## 行政

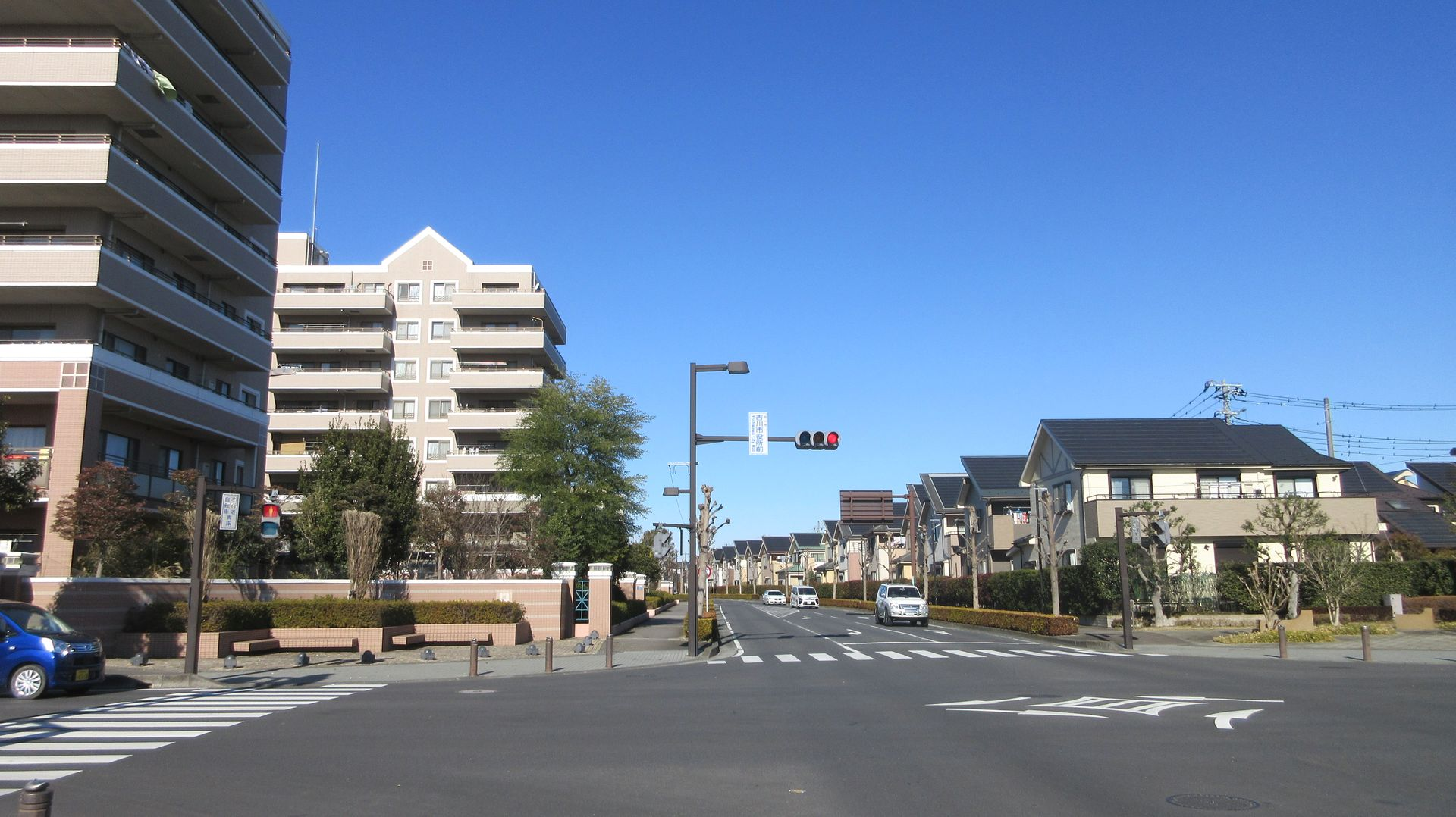
吉川市役所前の通り

### 市長
- 中原恵人（2015年3月7日就任、3期目）

#### 歴代町長
- 初代：森田金次郎（1955年4月19日 - 1959年4月18日、1期）
- 2代：平井伊一（1959年4月30日 - 1963年4月29日、1期）
- 3、4代：安井武夫（1963年4月30日 - 1971年4月29日、2期）
- 5代：清宮辰雄（1971年4月30日 - 1975年4月29日、1期）
- 6 - 8代：浅子鴻（1975年4月30日 - 1987年4月29日、3期）
- 9 - 11代：深井誠（1987年4月30日 - 1996年3月31日、市制施行）

#### 歴代市長
- 初代：深井誠（1996年4月1日 - 1999年1月19日、町長時代含め通算4期）
- 2 - 5代：戸張胤茂（1999年3月7日 - 2015年3月6日、4期）
- 6 - 8代：中原恵人（2015年3月7日 - 、3期目）

### 広域行政
一部事務組合
- 江戸川水防事務組合：三郷市、春日部市、松伏町とともに構成自治体の市町域内江戸川右岸における水防事務を行っている。事務所は三郷市役所内に設置。
- 東埼玉資源環境組合：越谷市、草加市、三郷市、八潮市、松伏町とともに可燃ごみとし尿処理を行っている。
- 吉川松伏消防組合：松伏町とともに消防・救急、火薬類取締法・液化石油ガス法・高圧ガス保安法に基づく事務を行っている。

事務の委託
- 越谷市斎場：越谷市に火葬場・葬祭場の設置・維持管理事務を委託している。

協議会
- 埼玉県東南部都市連絡調整会議：越谷市、草加市、三郷市、八潮市、松伏町とともに公共施設の相互利用、図書館の広域利用、重症心身障害児施設「中川の郷療育センター」の共同設置、埼玉県東南部地域公共施設予約案内システム（まんまるよやく）の運営を行っている。また、政令指定都市移行を目標とした合併に関する会議を開催や構成する自治体の住民が参加できる事業を開催している。

## 議会

### 県議会
- 選挙区：東12区吉川市・松伏町選挙区
- 定数：1人
- 任期：2023年4月30日 - 2027年4月29日
- 投票日：2023年4月9日
- 当日有権者数：82,534人
- 投票率：27.90％

| 候補者名 | 当落 | 年齢 | 所属党派               | 新旧別 | 得票数   |
| -------- | ---- | ---- | ---------------------- | ------ | -------- |
| 松沢正   | 当   | 63   | 自由民主党             | 現     | 11,446票 |
| 岩田京子 | 落   | 52   | 埼玉県市民ネットワーク | 新     | 11,183票 |

## 経済

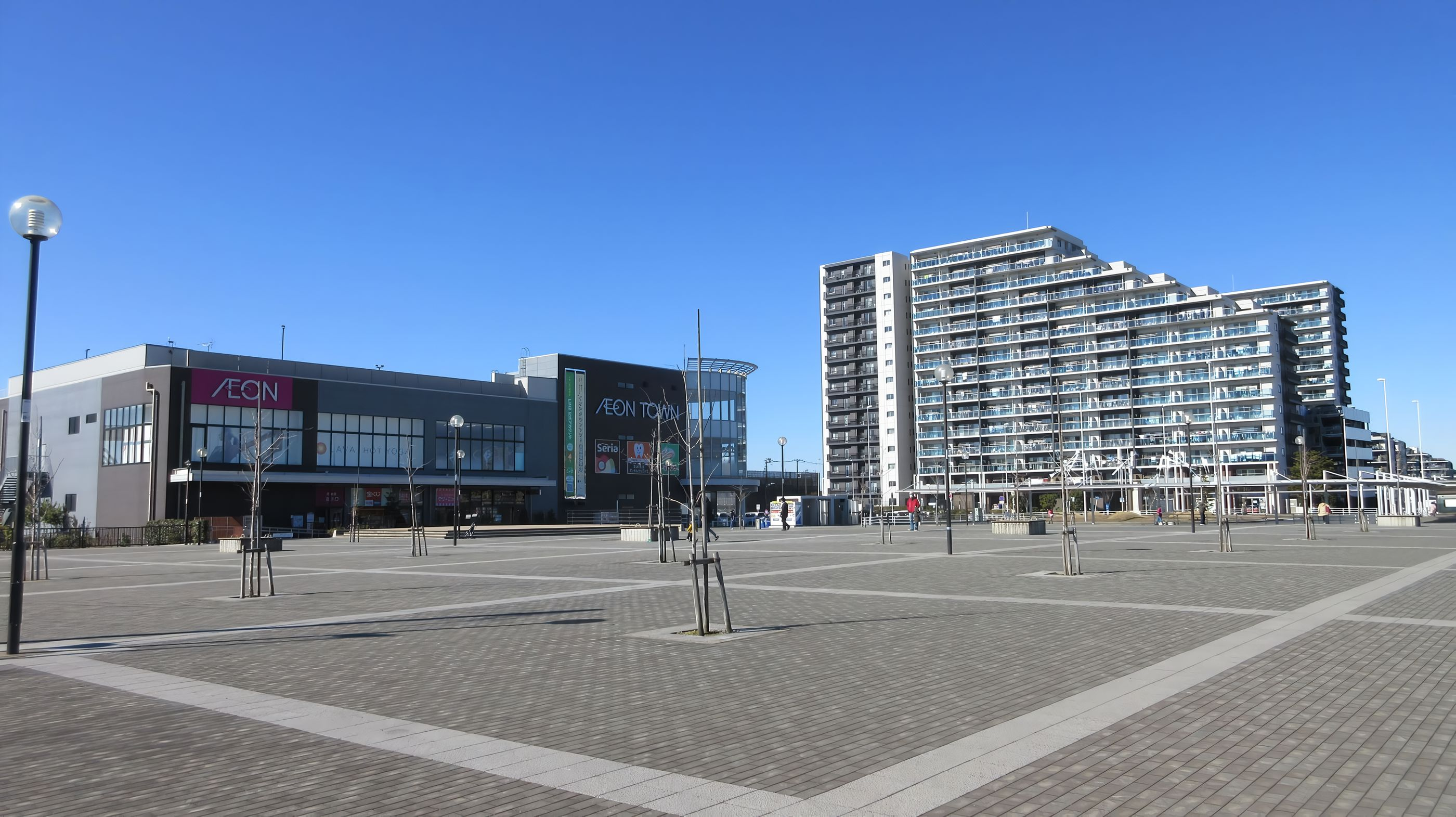
イオンタウン吉川美南と駅前広場

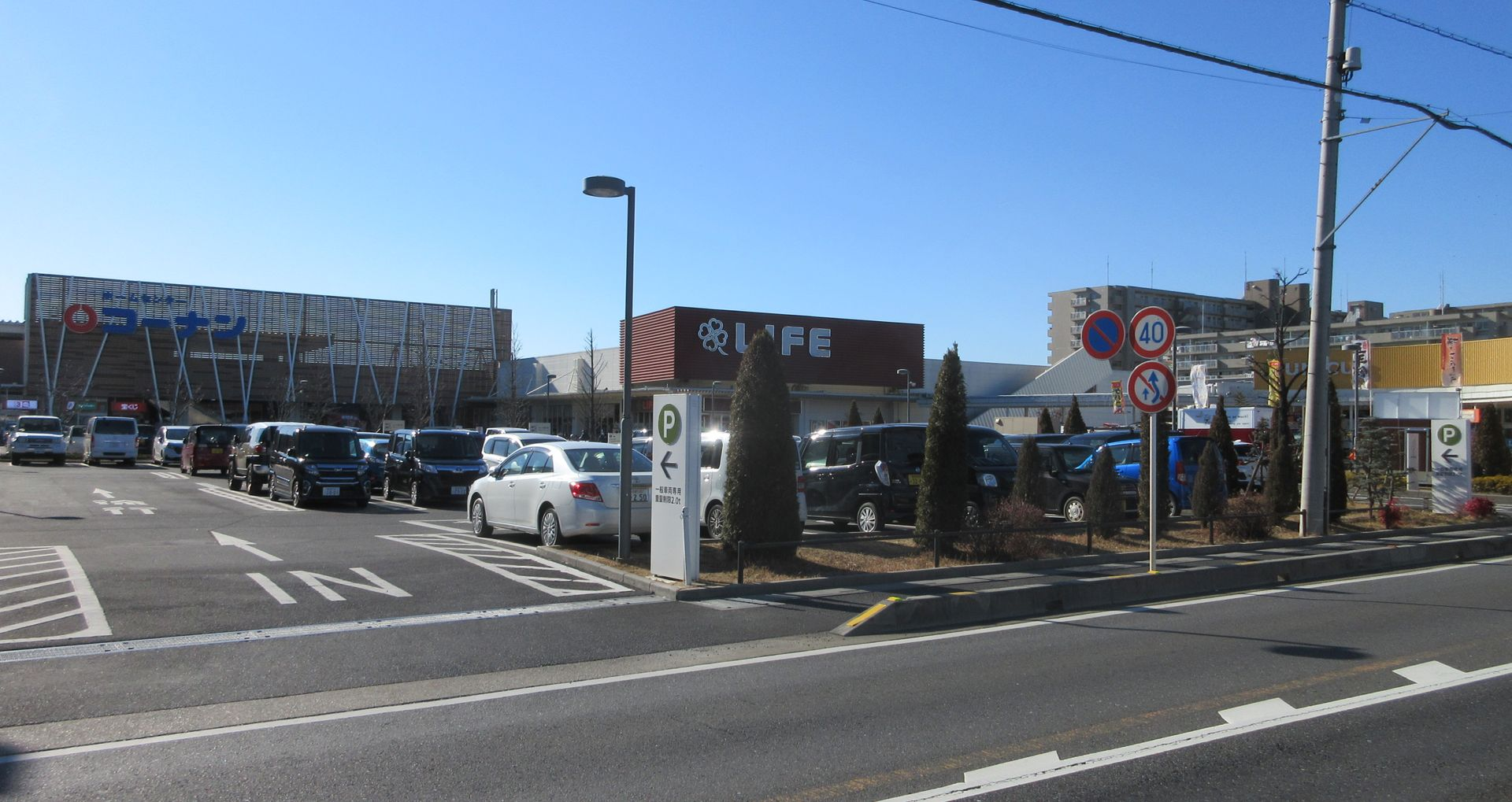
ウニクス吉川（左にコーナン、中央にLIFEストア）

### 商業
- イオンタウン吉川美南
- ウニクス吉川

### 産業
- 東埼玉テクノポリス

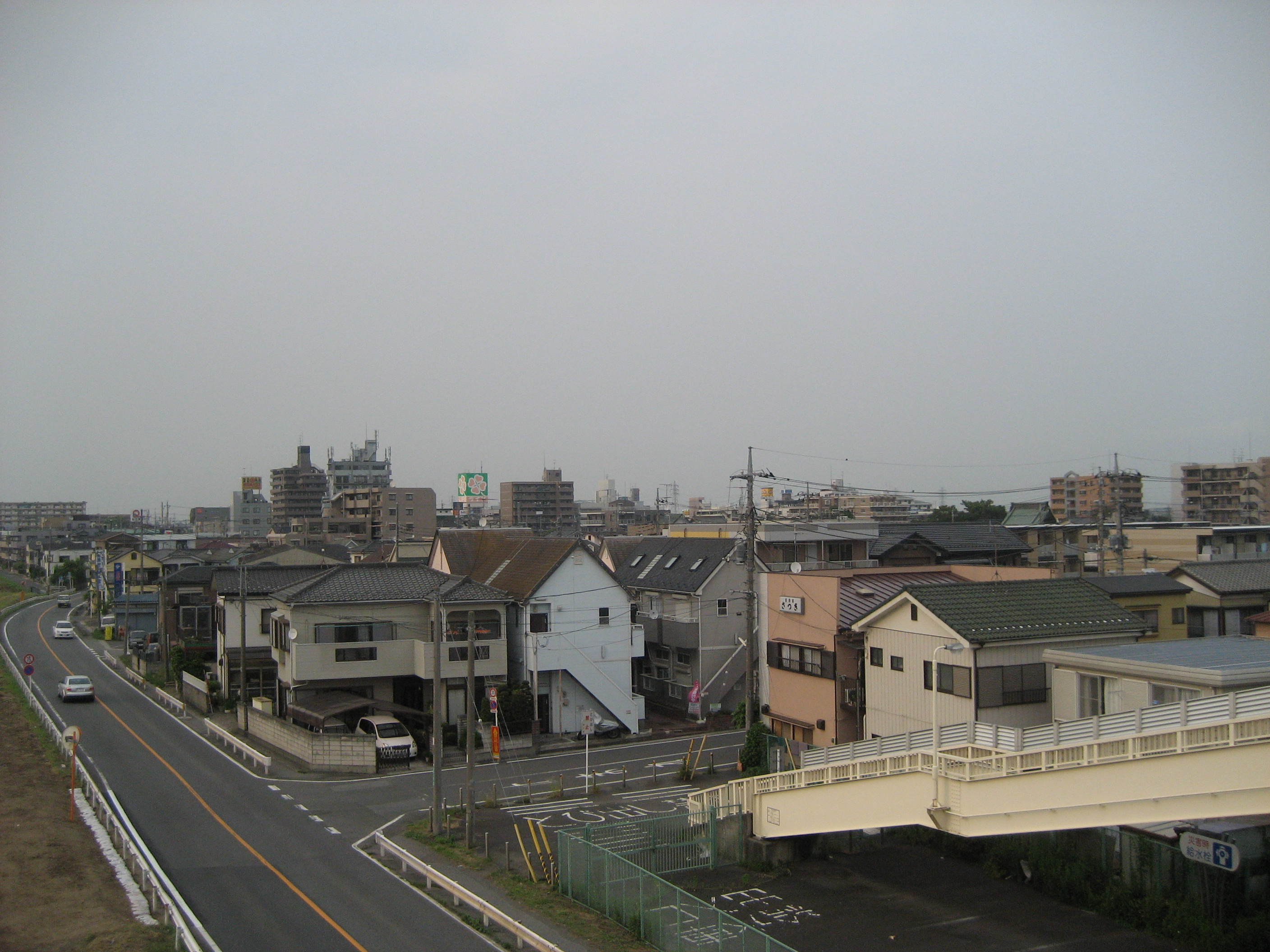
市内中心部

- AZ-COM丸和ホールディングス・丸和運輸機関（桃太郎便）：本社が所在
- サイゼリヤ：本社が所在
- 株式会社スズセイ（目玉のスズセイ）
- オーム電機：営業本部が所在

### 金融機関
- 埼玉りそな銀行吉川支店
- 武蔵野銀行吉川支店
- 栃木銀行吉川支店
- 青木信用金庫吉川支店
- 亀有信用金庫吉川支店
- 城北信用金庫吉川支店
- JAさいかつ農業協同組合
  - 吉川支店
  - 旭支店
  - 三輪野江支店

## 特産物
- なまず料理（養殖をはじめ、なまずグッズなどでPRに力を入れている）
- 土俵だわら

## 姉妹都市・提携都市
- 一関市（岩手県）- 1997年4月15日、旧室根村と友好都市提携。
- レイクオスエゴ市（アメリカ合衆国オレゴン州）
1996年5月26日友好姉妹都市提携
国際交流組織として、吉川市国際友好協会：YIFA (Yoshikawa City International Friendship Assosiation) を持つ。

## 施設

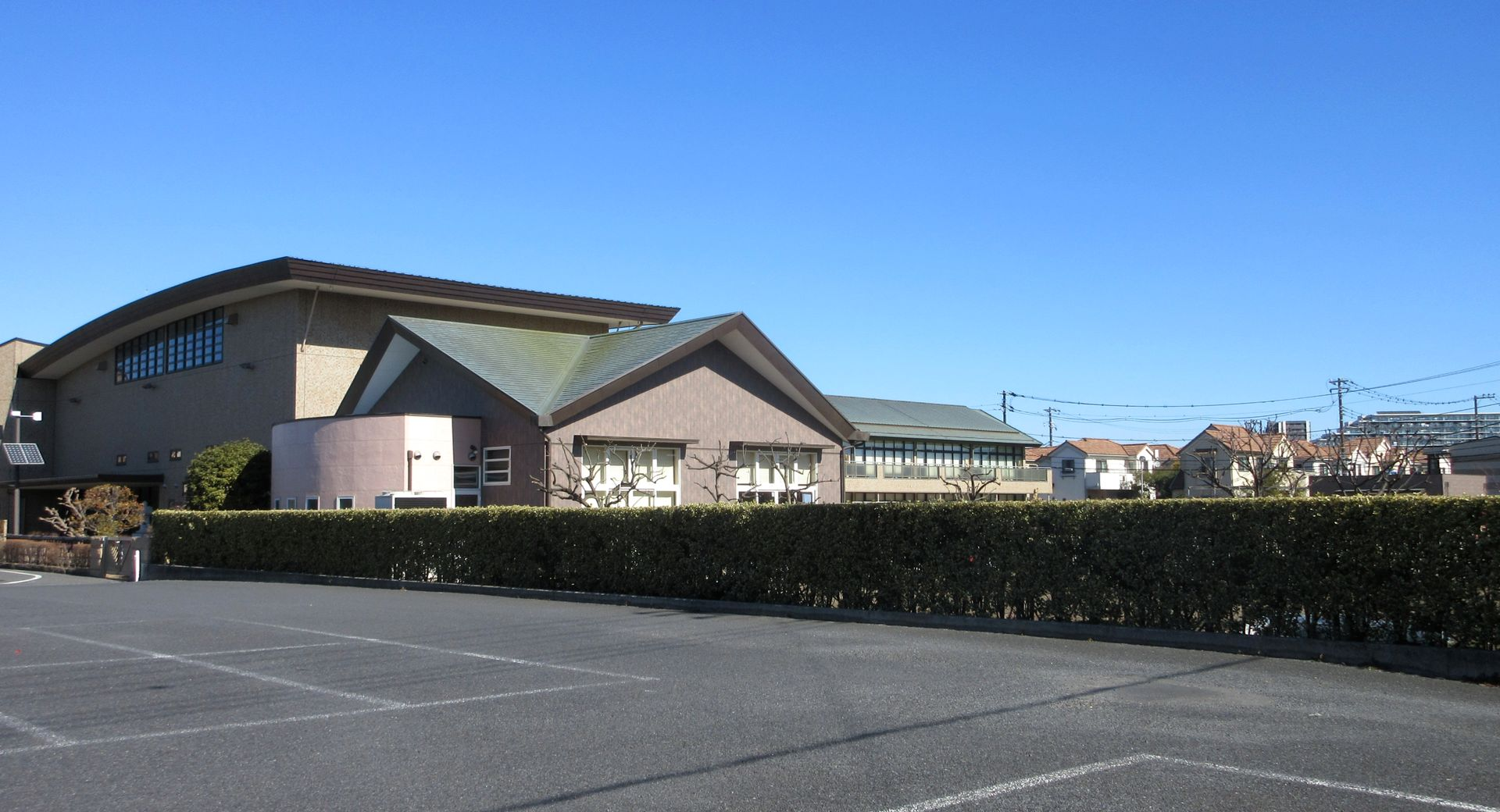
吉川ムサシノ幼稚園

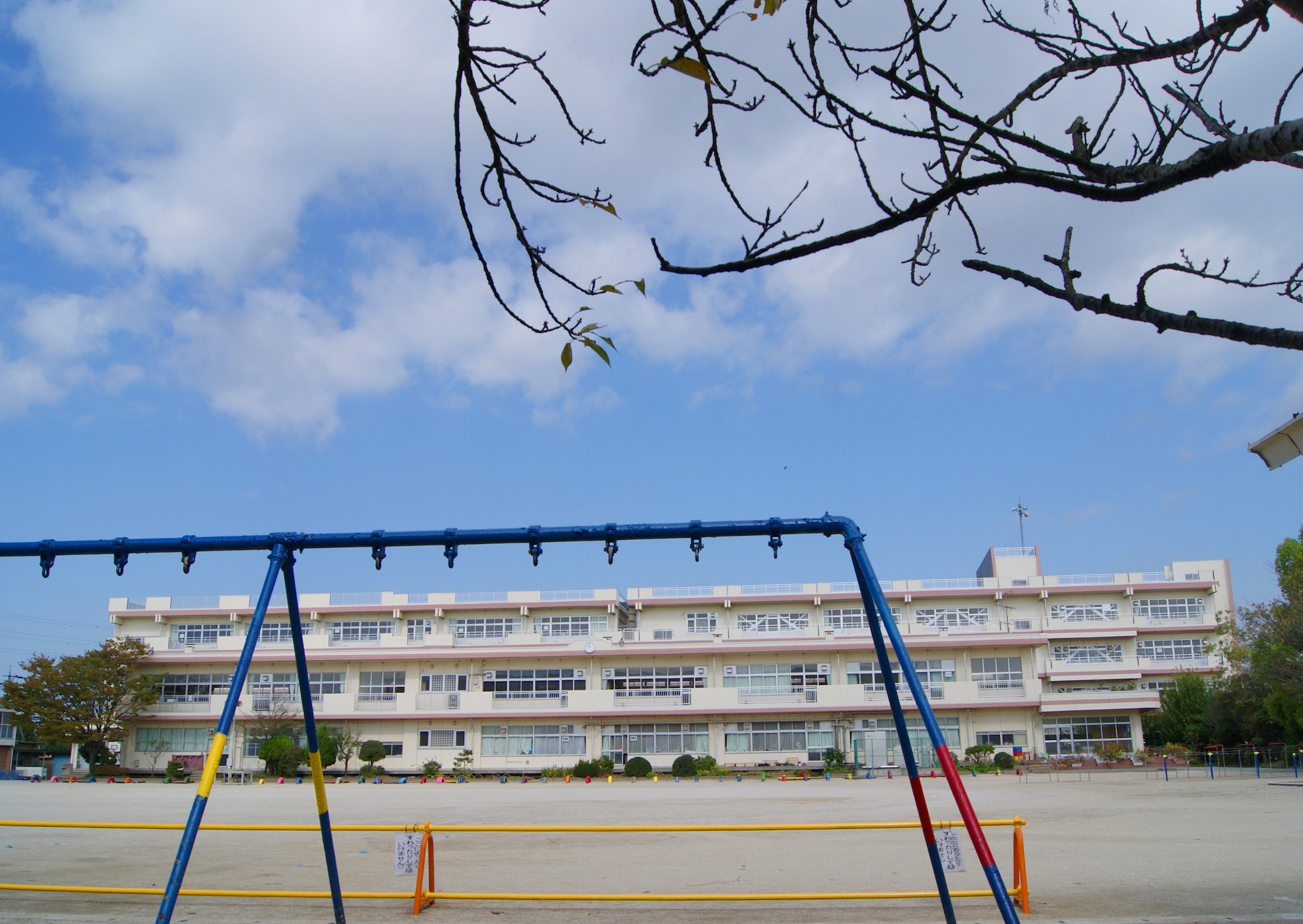
吉川市立関小学校

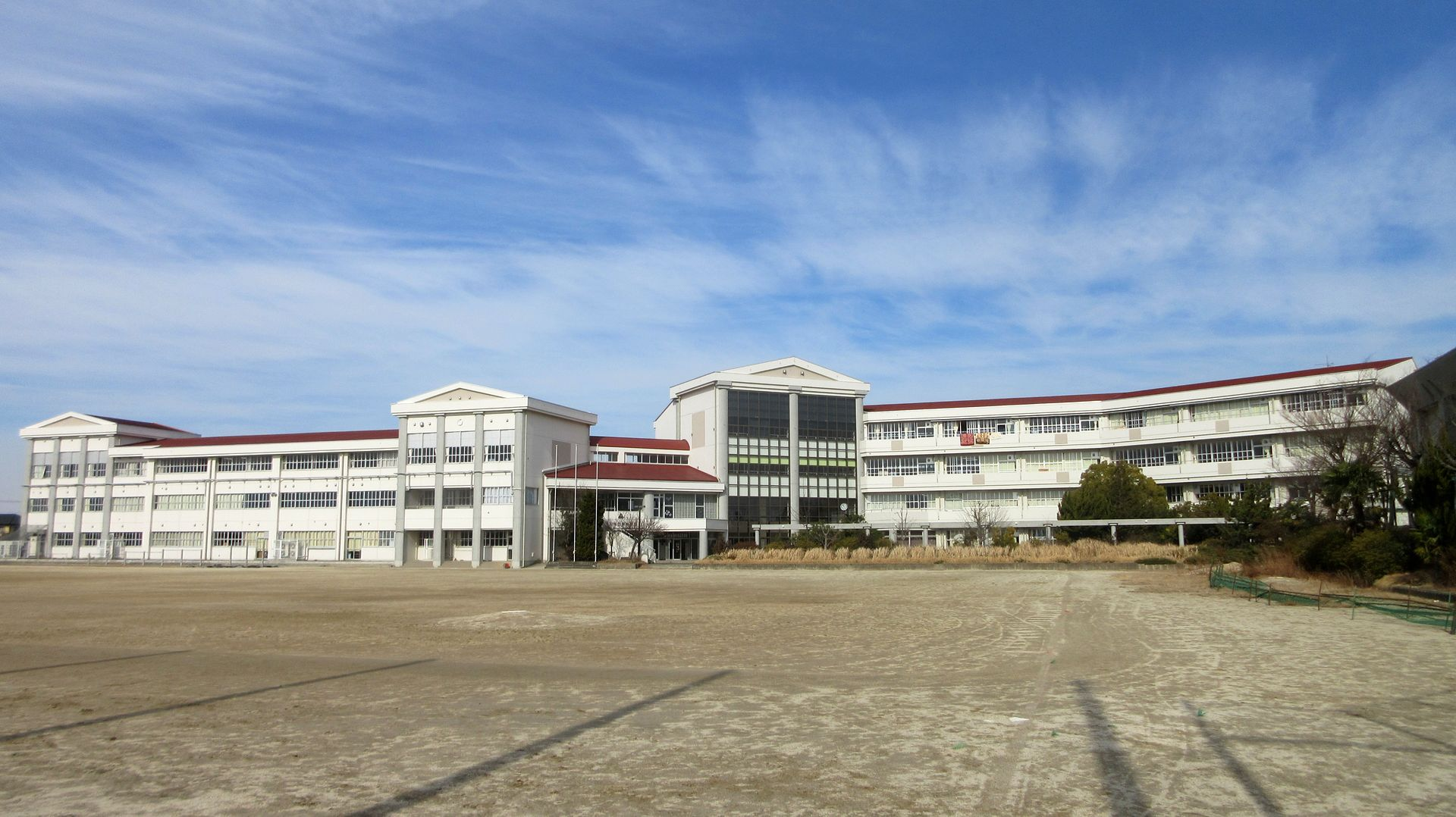
吉川市立東中学校

### 病院
- 吉川中央総合病院

### 教育
幼稚園
- 吉川ムサシノ幼稚園

小学校
- 吉川市立吉川小学校
- 吉川市立旭小学校
- 吉川市立三輪野江小学校
- 吉川市立関小学校
- 吉川市立北谷小学校
- 吉川市立栄小学校
- 吉川市立中曽根小学校
- 吉川市立美南小学校

中学校
- 吉川市立中央中学校
- 吉川市立東中学校
- 吉川市立南中学校
- 吉川市立吉川中学校

高等学校
- 埼玉県立吉川美南高等学校

文部科学省認可外の教育施設
- 東京聖書学校

### 公共施設
| - 吉川市役所 - 東部市民サービスセンター - 駅前市民サービスセンター - 北部市民サービスセンター - 旭地区センター - 郷土資料館 - 市立図書館 - 市民交流センターおあしす - 子育て支援センター - こども発達センター - 視聴覚ライブラリー - 平沼地区公民館 | - 中央公民館 - 総合体育館 - 屋内温水プール - 吉川市民農園 - 保健センター - 環境センター - 少年センター - 老人福祉センター - 福祉指導施設さつき園 - 吉川公園 - アクアパーク - 吉川美南中央公園（吉川美南調節池が隣接） |

公共施設

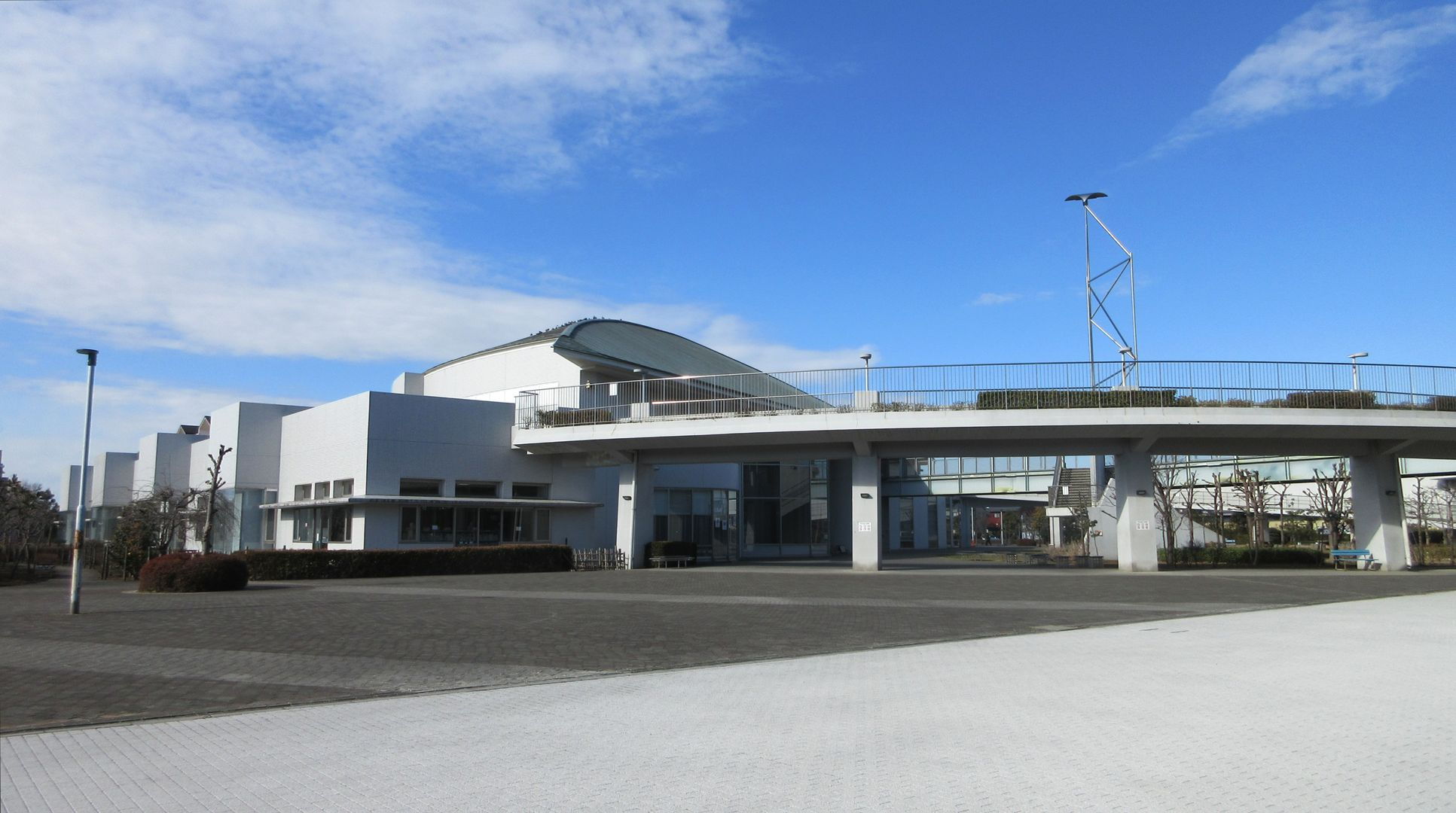
市民交流センターおあしす
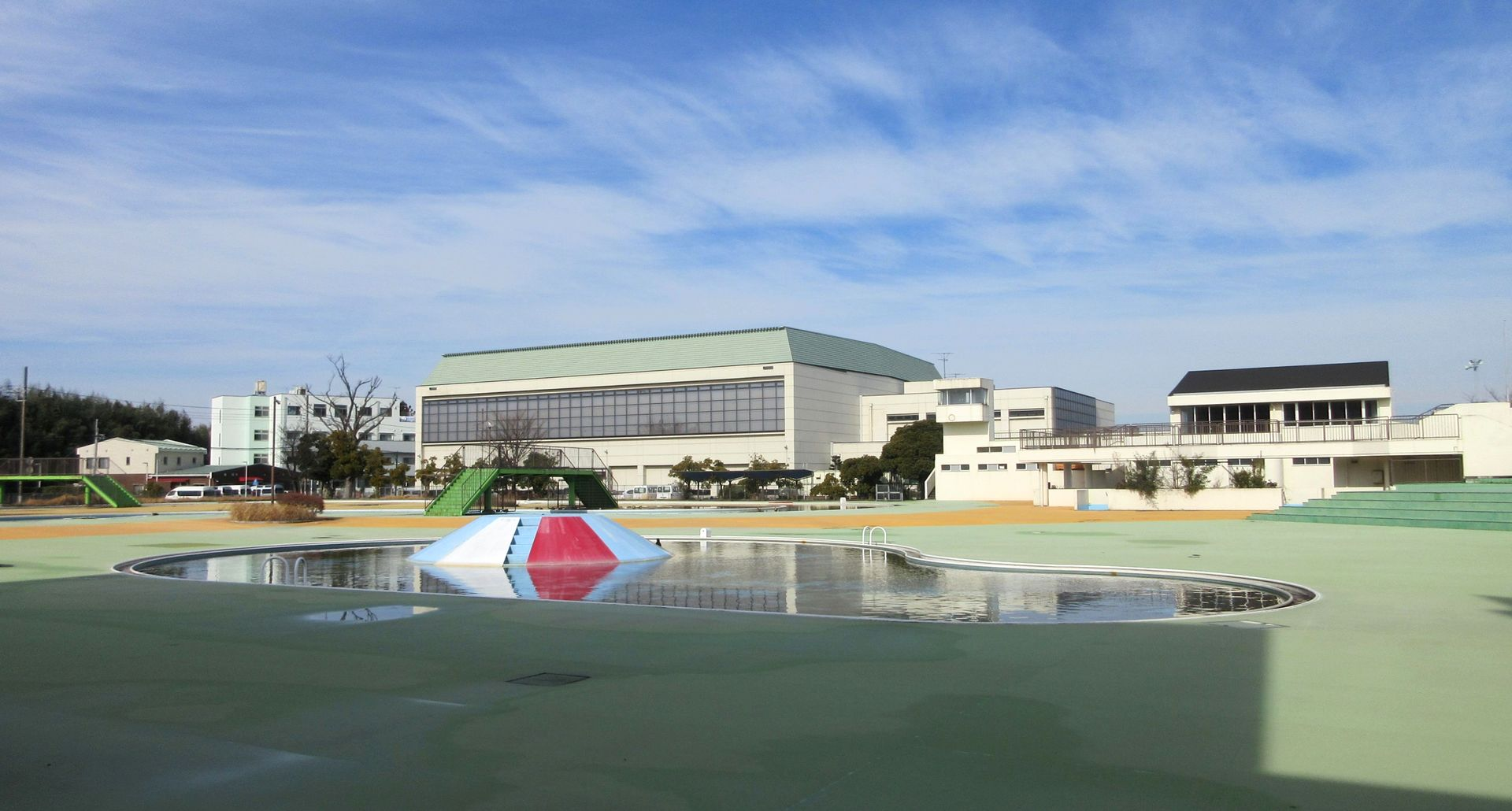
吉川総合体育館（手前は廃止になった屋外プール）
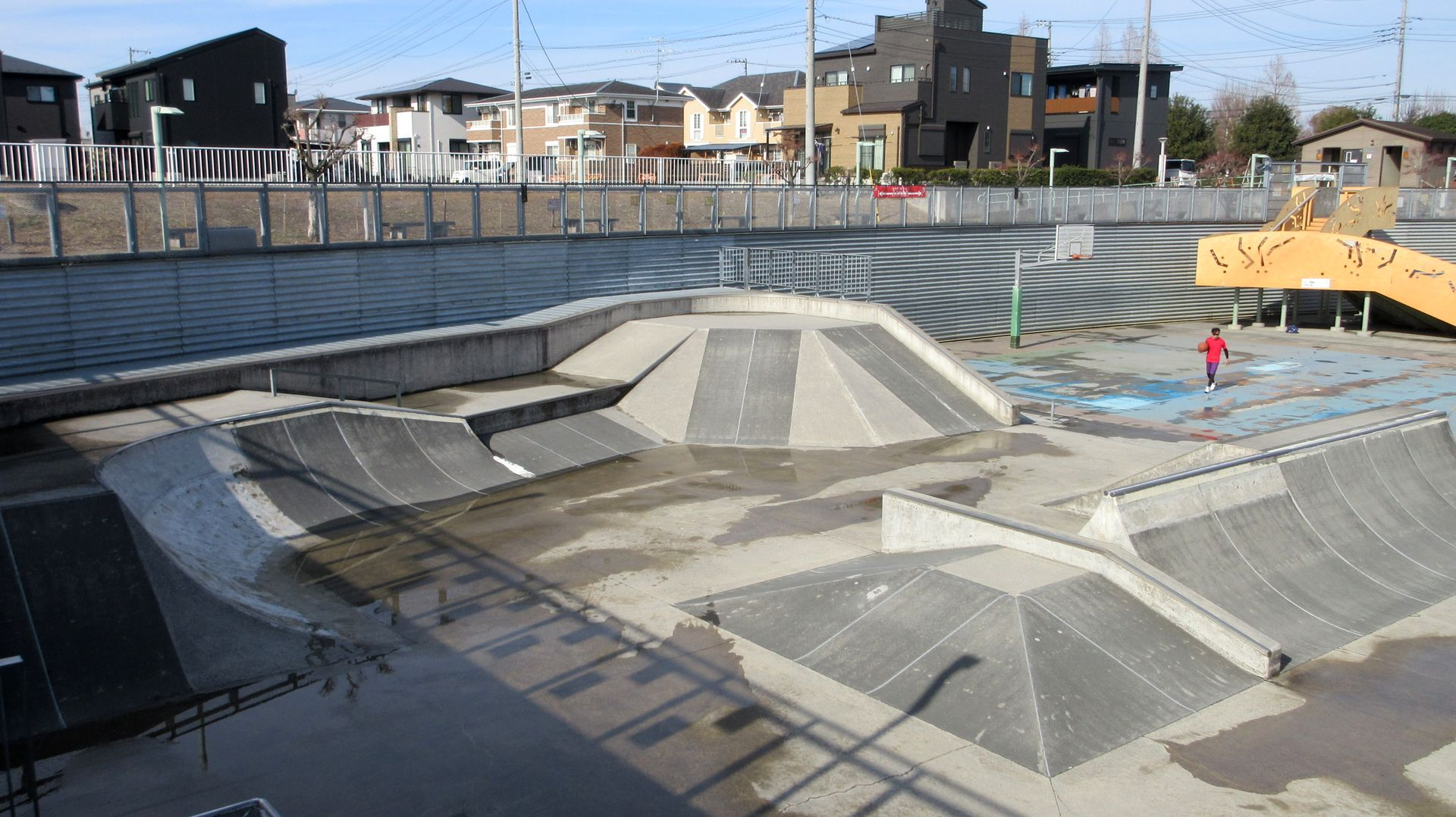
アクアパーク
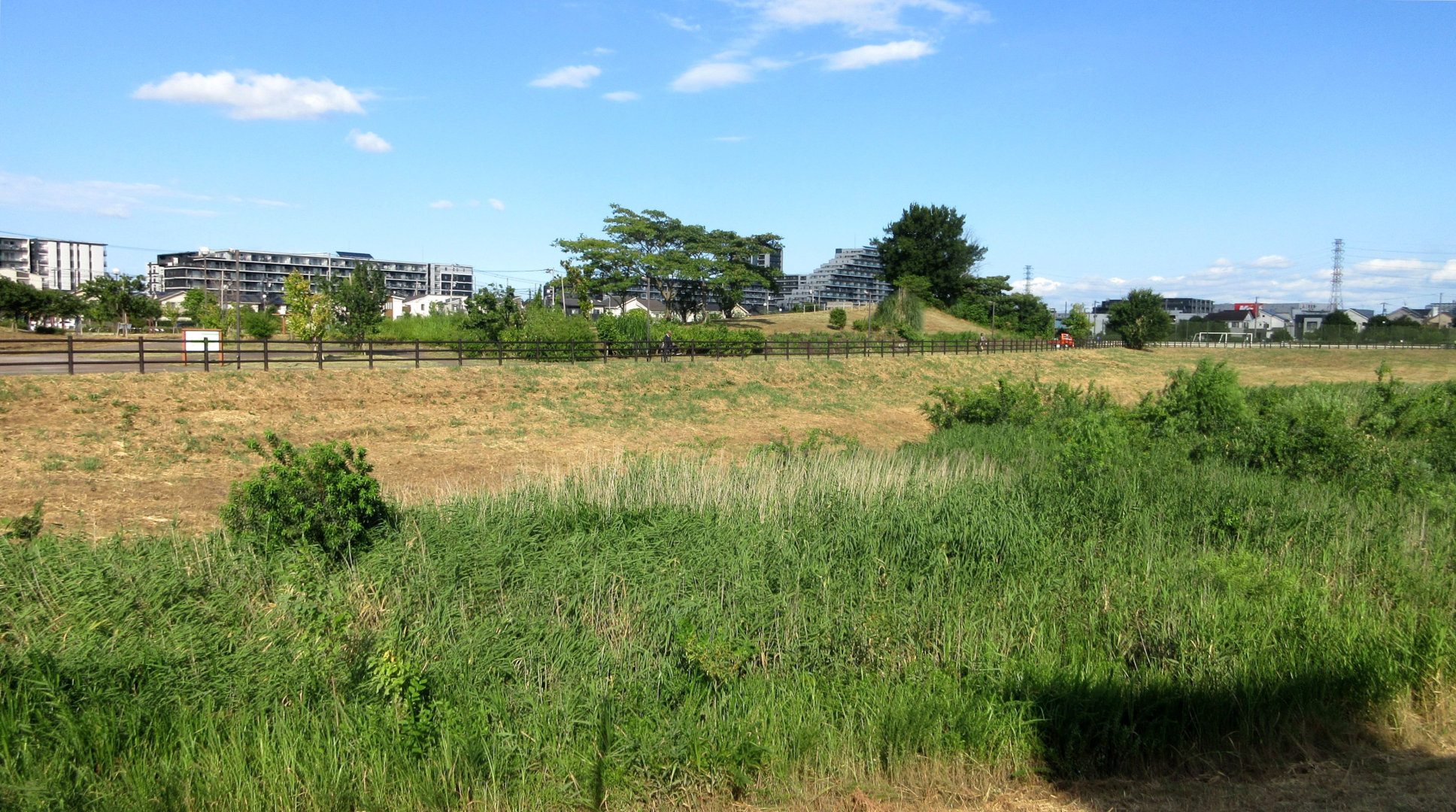
吉川美南中央公園と吉川美南調節池
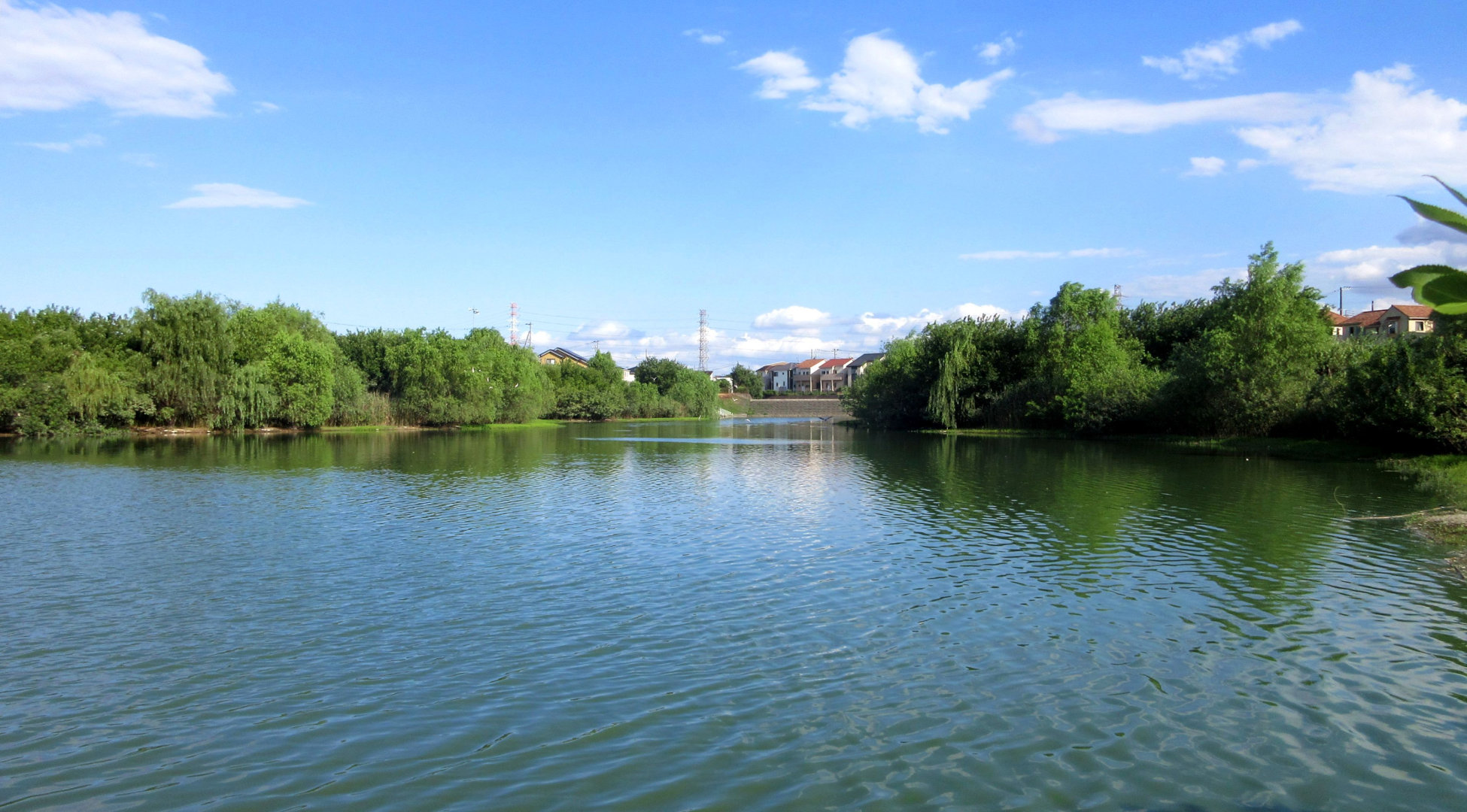
吉川美南調節池
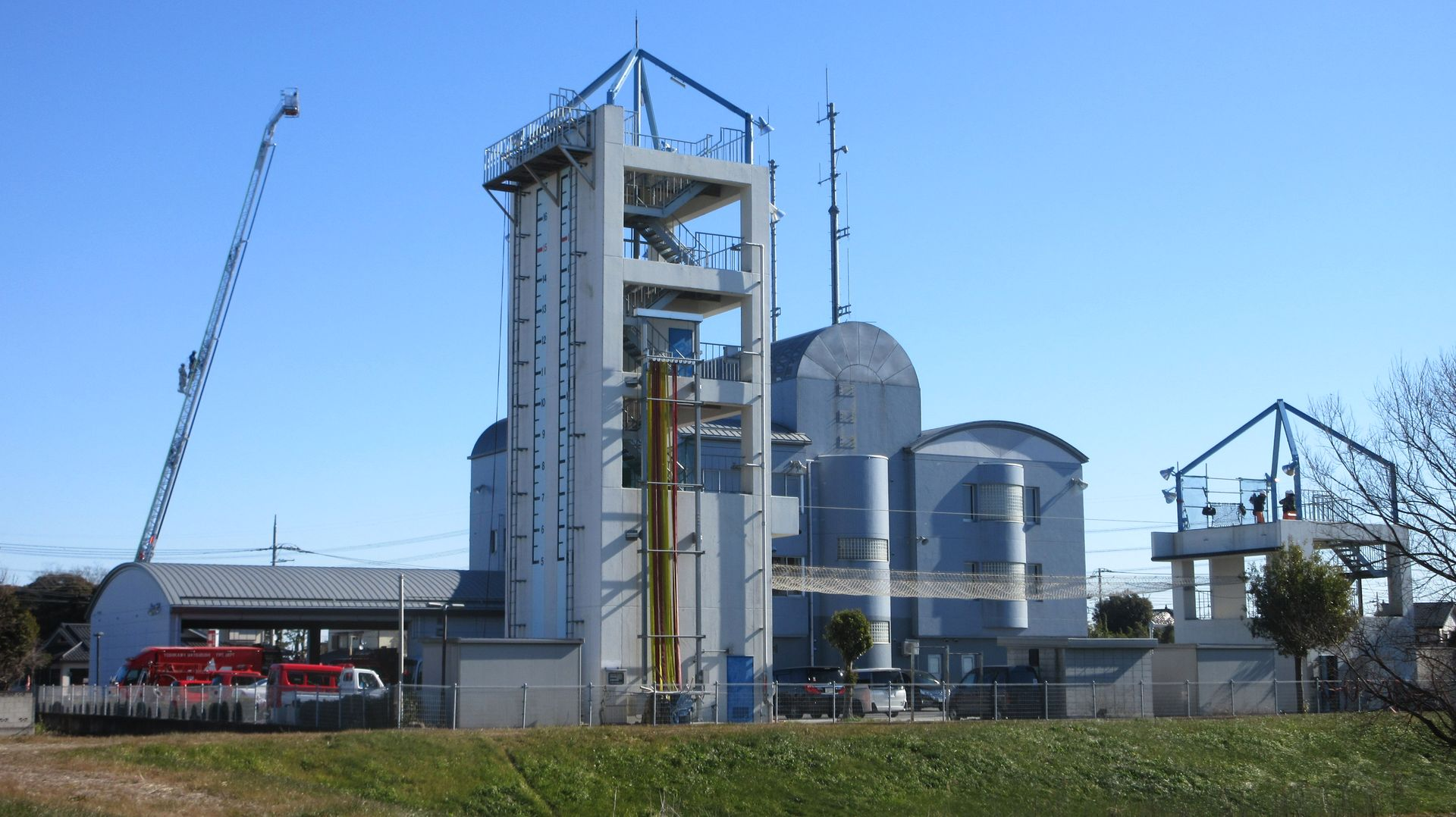
吉川松伏消防組合
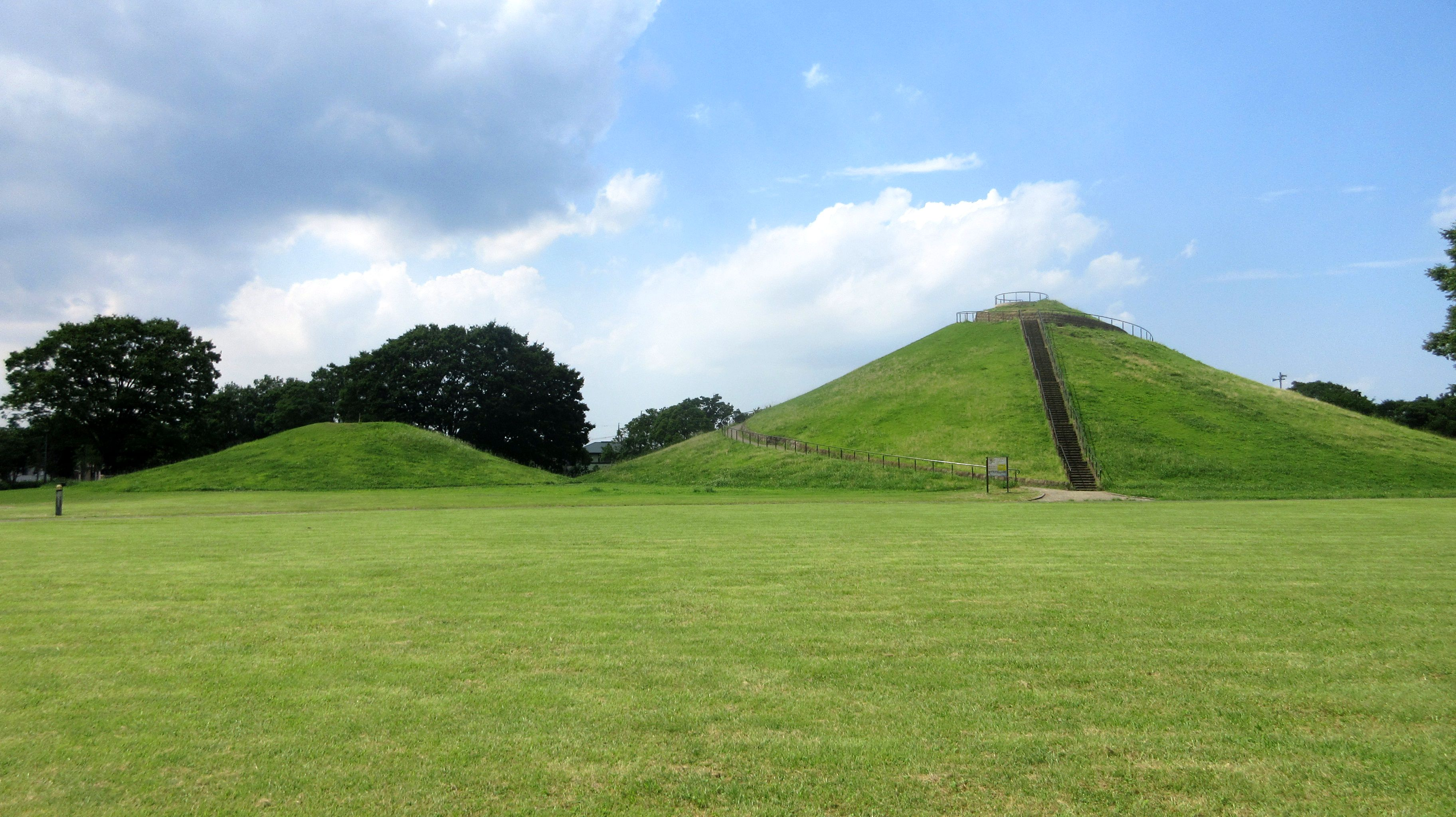
永田公園の吉川富士
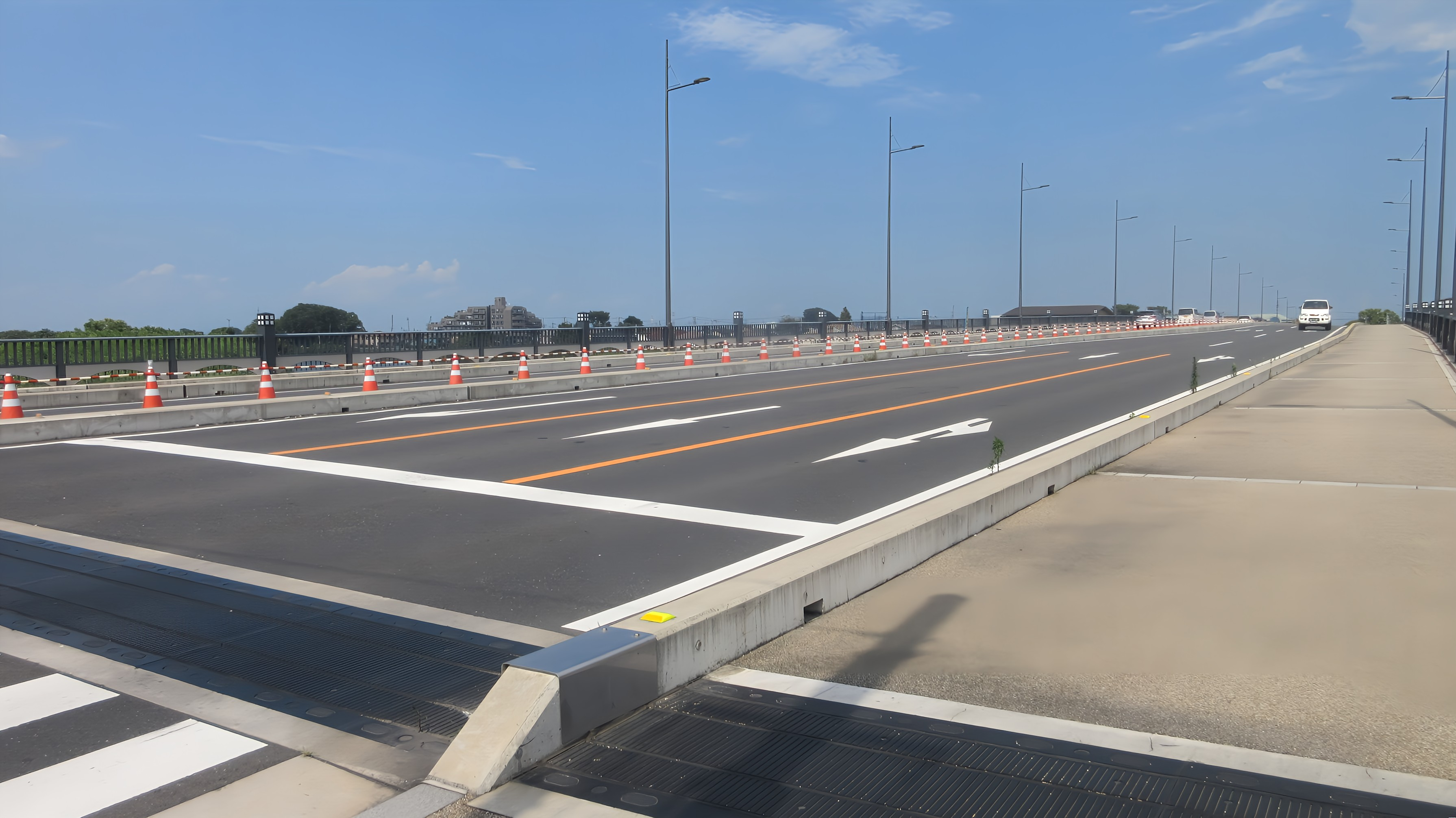
吉川橋（越谷市と結ぶ）

### 消防
- 吉川松伏消防組合
  - 吉川消防署
    - 南分署
- 吉川松伏消防組合消防団
  - 吉川市消防団

### 警察
- 吉川警察署（所在地は三郷市上彦名）
  - 吉川交番
  - 吉川駅前交番

### 郵政
郵便番号は市内全域が「342-00xx」である。
- 吉川郵便局 - 吉川市および松伏町全域の集配を担当
  - 吉川駅前郵便局
  - 吉川団地前郵便局
  - 吉川平沼郵便局
  - イオンタウン吉川美南内郵便局

### 住宅団地
- UR吉川団地 UR吉川駅前住宅 UR吉川駅みなみ 吉川きよみ野
- 県営吉川土場団地

### 地域情報
- 東武よみうり新聞（当市ならびに越谷市、草加市、三郷市、八潮市、松伏町の全域と春日部市、川口市、さいたま市の一部に配布）
- 東武朝日新聞（当市ならびに越谷市、草加市、三郷市、八潮市、松伏町、春日部市、さいたま市岩槻区の全域と川口市の一部に配布）
- 東武新聞（当市ならびに越谷市、草加市、三郷市、八潮市、松伏町の情報を掲載）
- 東埼玉新聞（当市ならびに越谷市、草加市、三郷市、八潮市、松伏町の情報を掲載）

## 交通

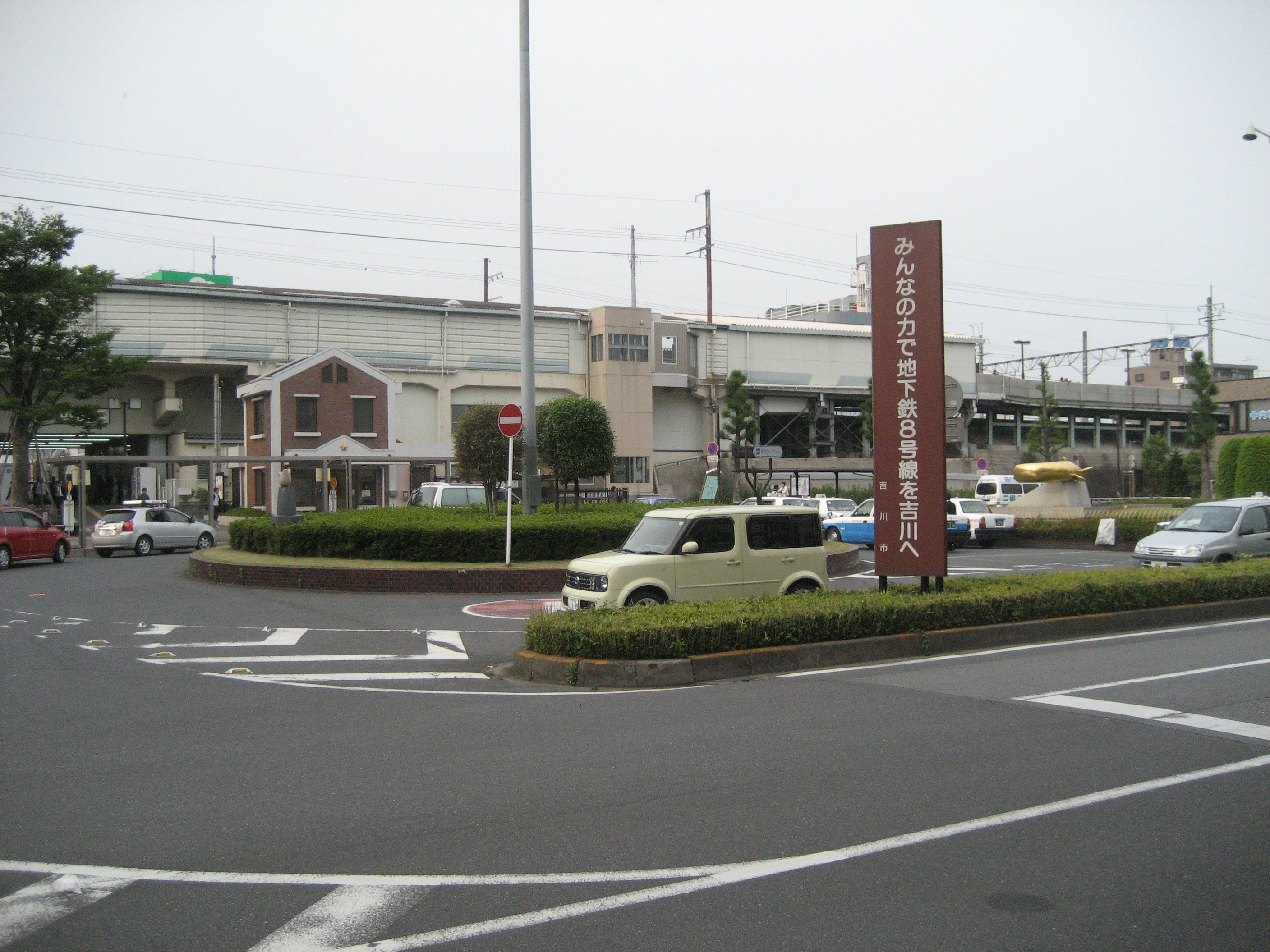
吉川駅南口

### 鉄道路線
東日本旅客鉄道（JR東日本）
 武蔵野線
- - 吉川駅 - 吉川美南駅 -

いずれも市南部にあり、北部はバスなどで松伏町を経由し東武伊勢崎線（北越谷駅など）に出たり、江戸川を渡って東武野田線（野田市駅・梅郷駅など）に出た方が近い地域もある。

### 路線バス
- JRバス関東高速バス
  - 東京駅八重洲南口発 吉川市内経由 松伏ターミナル行 ※運休中
- 東武バスセントラル
  - 吉川市役所、吉川きよみ野、吉川団地、吉川車庫、三郷駅行など
- 朝日自動車
  - 越谷駅東口行
- 茨城急行自動車
  - ゆめみ野、エローラ（松伏町）方面行
- ジャパンタローズ（タローズバス）
  - 東埼玉テクノポリス北、旭公園球場南行
- メートー観光バス
- グローバル交通
- コミュニティバス「さわやか市民バス」- 2006年廃止[4]

### タクシー
タクシーの営業区域は県南東部交通圏で、春日部市・草加市・越谷市・久喜市・八潮市などと同じエリアとなっている。

### 道路

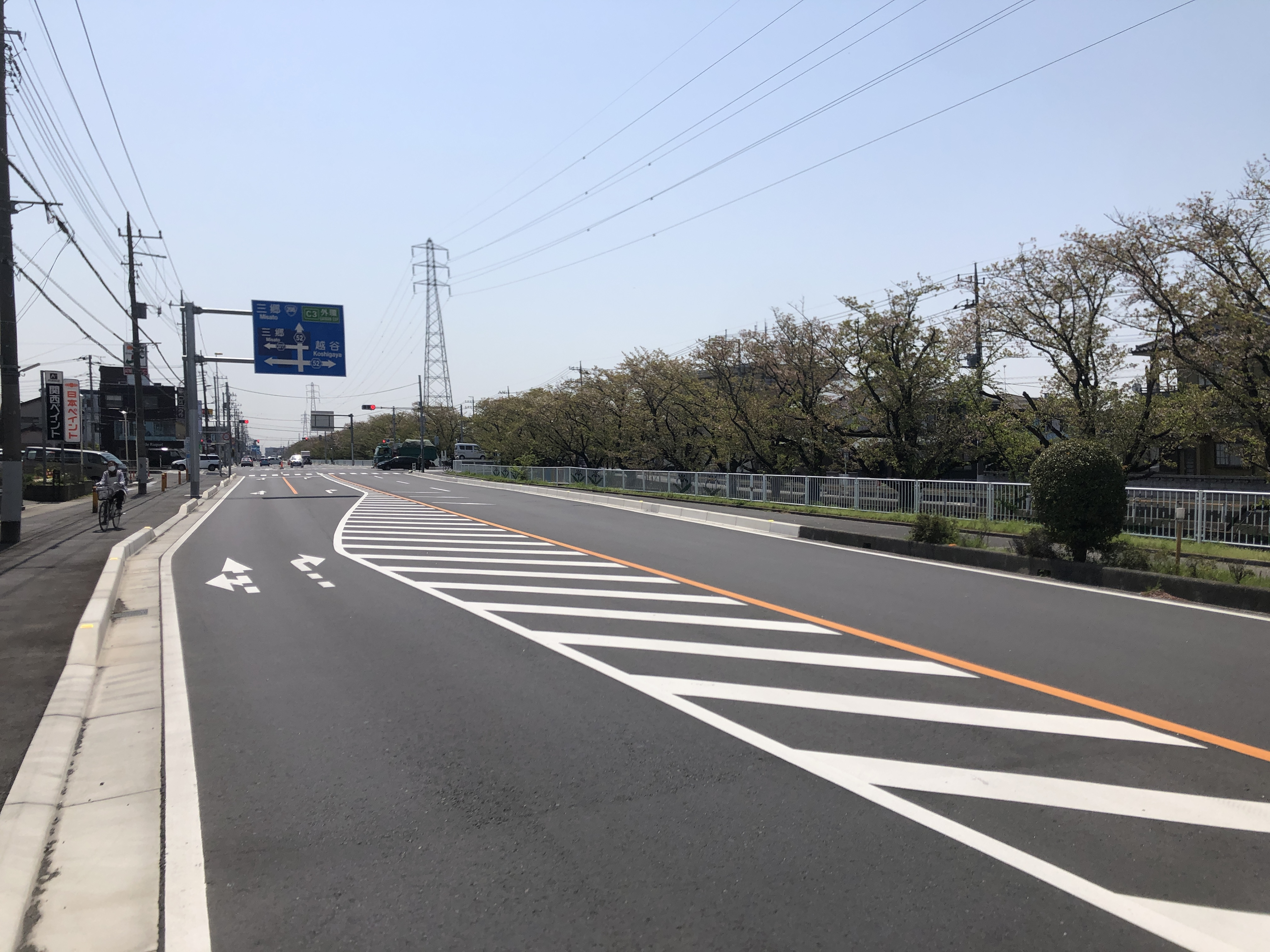
さくら通り

高速道路
- 常磐自動車道
市内にはインターチェンジはないが、三郷市の三郷料金所スマートICが当市から最も近いインターチェンジとなる。
- 東埼玉道路（事業中）
  - 越谷総合公園川藤線IC（仮称）

一般国道
- 国道4号東埼玉道路（一般部）

県道
- 主要地方道
  - 埼玉県道・千葉県道19号越谷野田線
  - 埼玉県道21号三郷松伏線
  - 埼玉県道・千葉県道52号越谷流山線
  - 東京都道・埼玉県道67号葛飾吉川松伏線

- 一般県道
  - 埼玉県道156号三郷幸手自転車道線
  - 埼玉県道・千葉県道326号川藤野田線
  - 埼玉県道377号加藤平沼線
  - 埼玉県道378号中井松伏線

その他主要道路
- 埼葛広域農道

## 観光
- 定勝寺
- 延命寺
- 清浄寺
- 喬高神社
- 芳川神社
- 密厳院
- 吉川なまずの里マラソン（4月上旬）
- 吉川八坂祭り（7月中旬）

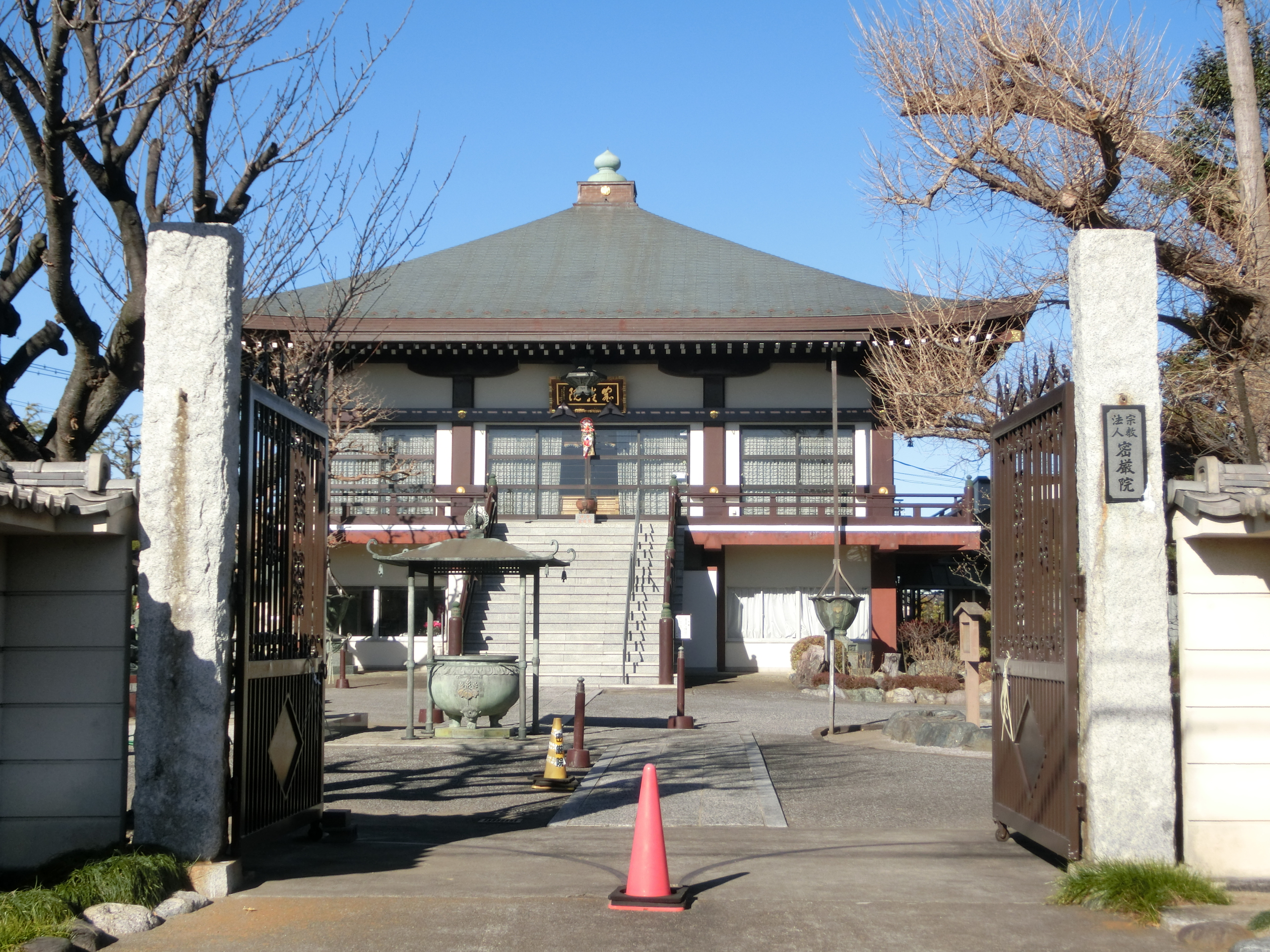
清浄寺

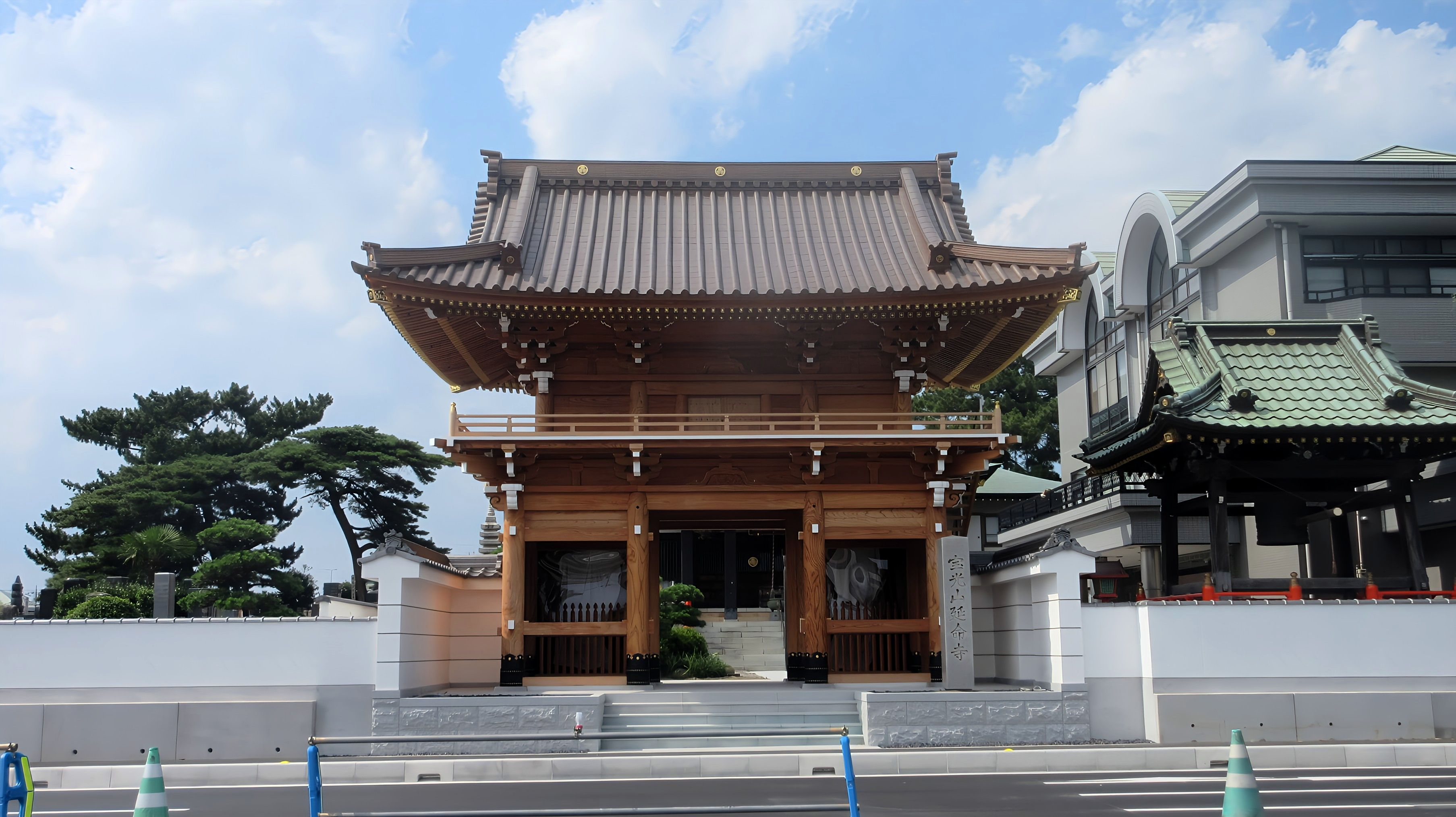
宝光山延命寺

- YOSHIKAWA JAZZ NIGHT（9月上旬）

## 出身関連著名人

### 出身著名人
- 吉川史樹（子役俳優）
- 中澤佑二（サッカー元日本代表）
- 北斗晶（元プロレスラー、タレント）夫の佐々木健介（元プロレスラー、タレント）とともに当市在住。
- 高橋裕紀（2輪レーサー）
- 寿大聡（俳優）
- 五十嵐雄二（プロゴルファー）
- 河合凱夫（俳人）
- 秋尾敏（俳人・俳論家）
- 大沢雄一（第43・44代埼玉県知事）
- 富山栄市郎（トミー創業者）
- 和佐見勝（丸和運輸機関創業者・社長CEO）
- 山岸愛梨（気象予報士）
- 宮田敦史（プロ将棋棋士）
- 南萌華（サッカー選手：女子日本代表）
- 小野光希（スノーボード選手）
- 吉川悠斗（プロ野球選手：千葉ロッテマリーンズ）
- シンクレアジョセフ孝ノ助（プロ野球選手：埼玉西武ライオンズ）育ちはカナダ。

### ゆかりの人物
- 吉川めいろ（迷路クリエイター） - 吉川市在住で、ペンネームの由来も吉川市から。市の広報[5]や市で頒布した「脳活ドリル」の表紙を手掛けたことがある[6]。